# 웅천역
웅천역(Ungcheon Station, 熊川驛)은 충청남도 보령시 웅천읍 대창리에 있는 장항선의 철도역이다. 서해금빛열차를 제외한 모든 여객 열차가 정차한다. 역무실에서 한국철도 100주년 기념 스탬프를 날인할 수 있다.

## 연혁
- 1931년 8월 1일: 웅천읍 대창리 465-10 일대에서 보통역으로 영업 개시[1]
- 1982년 4월 19일: 구역사 준공
- 1988년 12월 20일: 운전취급방식을 연동폐색방식으로 변경
- 1991년 9월 1일: 소화물 취급 중지[2]
- 1998년 12월 1일 : 장항선 전구간 비둘기호 운행중단
- 2004년 4월 1일 : 장항선 통일호 운행중단
- 2006년 11월 15일: 화물취급 중지[3]
- 2021년 1월 5일: 장항선 직선화 완료와 함께 웅천읍 대창리 101-1 일대로 이전

## 역 구조
웅천읍 대창리 101-1 일대로 이전되면서 2면 4선의 상대식 승강장을 갖춘 고가역이 되었다.

### 승강장
| ↑대천 |
| \| ２ |
| 판교↓ |

| 1 | 장항선 | 무궁화호, ITX-새마을 | 천안 · 수원 · 용산 방면 |
| 2 | 장항선 | 무궁화호, ITX-새마을 | 장항 · 군산 · 익산 방면 |

## 사진

### 구 역사

외부 역사 (근경)
내부 역사
표사는곳 표지판
승강장
승강장 기다리는곳
승강장 말단부
역목

## 인접한 역
| 장항선         | 장항선          | 장항선         |
| -------------- | --------------- | -------------- |
| 대천 용산 방면 | 새마을호 장항선 | 서천 익산 방면 |
| 대천 용산 방면 | 무궁화호 장항선 | 판교 익산 방면 |